# Strijkkwartet nr. 13 (Dvořák)
Het Strijkkwartet nr. 13 in G groot, opus 106 is een compositie van de Tsjechische componist Antonin Dvořák. Dvořák schreef het werk in 1895.

## Ontstaan
De compositie is nauw verweven met die van het twaalfde strijkkwartet. Hierdoor is ook de verwisseling in volgorde van kwartet- en opusnummer ontstaan. Het is het eerste werk na de langste periode zonder dat Dvořák enige compositie ter hand nam: in het begin van 1895 in New York kwam Dvořák door heimwee naar zijn kinderen niet meer toe aan componeren. Terug in de Bohemen was hij eerst liever in de natuur.
Voor dit kwartet geldt een veel kunstmatigere stijl dan bij het twaalfde strijkkwartet. Ook lijkt Dvořák daarmee aansluiting te vinden bij de “wilde” periode van de kwartetten 2, 3 en 4, zij het overigens nu als een volgroeide componist, die meester was van de techniek. Men proeft hier de late stijl, zoals die – nog kenmerkender - voorkomt bij de symfonische gedichten alsook bij Rusalka; ook hierin zoekt hij weer aansluiting bij de Neudeutsche Schule.
Gelukkig teruggekeerd uit Amerika en ondertussen wereldberoemd voltooide Dvořák het kwartet in vier weken naast allerlei organisatorische en pedagogische activiteiten.

## Delen
1. Allegro moderato: Geraffineerd en subtiel spel van thema fragmenten.
2. Adagio ma non troppo: Plechtig, hymneachtig, wisseling van majeur en mineur.
3. Molto vivace: Hier nog even reminiscenties (herinneringen) aan de “Amerikaanse melodie”, die overigens verder volledig uit beeld is.
4. Finale: Andante sostenuto - Allegro con fuoco: Lang gecompliceerd deel met contrasterende emoties.

## Betekenis
Samen met opus 105 moet dit beschouwd worden als het hoogtepunt van Dvořák’s kamermuziek. Weliswaar zijn het strijkkwartet in F (het ‘Amerikaanse’) en in Es (het “Slavische) populairder, maar opus 105 en 106 worden door kenners als nog hoogstaander ingeschat.
nr. 1 A · nr. 2 B · nr. 3 D · nr. 4 e · nr. 5 f · nr. 6 a · nr. 7 a · nr. 8 E · nr. 9 d · nr. 10 Es · nr. 11 C · nr. 12 F (Amerikaans) · nr. 13 G · nr. 14 As · Cipressen